# Alliott Verdon Roe

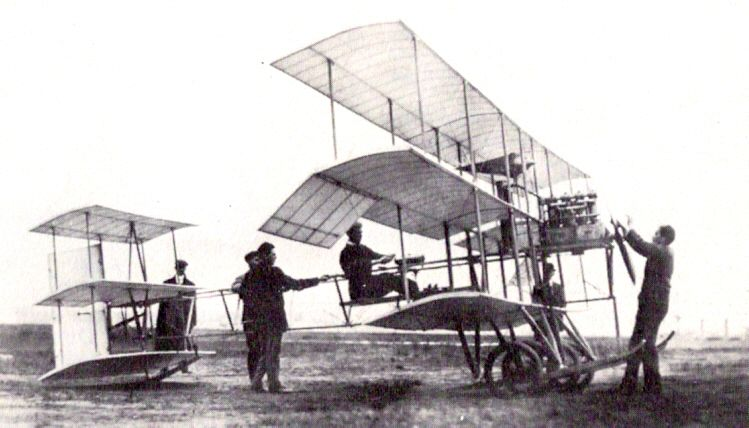
Roe trong buồng lái của Roe III Triplane của mình tháng 9 năm 1910 trong chuyến thăm Mỹ

Sir Edwin Alliott Verdon Roe OBE, Hon. FRAeS (26/4/1877 - 4/1/1958) là một nhà tiên phong và nhà sản xuất máy bay Anh, và là người sáng lập  công ty Avro vào năm 1910 Sau khi thử nghiệm các mô hình máy bay, ông thực hiện chuyến bay thử nghiệm vào năm 1907-08 với một chiếc máy bay cỡ lớn tại Brooklands, gần Weybridge ở Surrey, và trở thành người Anh đầu tiên bay trên đầm Walthamstow với chiếc máy bay được sản xuất toàn bộ bởi chính người Anh.